# 十一面観世音菩薩随願即得陀羅尼経
『十一面観世音菩薩随願即得陀羅尼経』（じゅういちめんかんぜおんぼさつずいがんそくとくだらにきょう）とは、日本で成立した偽経の一つ。
『十一面観世音菩薩陀羅尼経』とも。

## 内容
十一面観音の真言として知られる陀羅尼「オン・マカキャロニキャ・ソワカ」の功徳を語る内容。
釈迦は補陀落山にて説法していた。それを聞く聴衆のひとり観音菩薩が、釈迦に向かって自身が持つ陀羅尼について語る。
オン・マカキャロニキャ・ソワカ、というその陀羅尼はあらゆる災いを取り除く力を持つと語られる。過去・現在・未来のあらゆる方向に坐す諸仏が称え護持してきたものだといい、彼自身は百蓮華眼髻無障礙力光王如来、曼荼羅光如来という仏からこの陀羅尼を授かったという。彼はこの陀羅尼を護持することで得た法門をもって人々に仏教を広め、苦しみを取り除いたと語る。この陀羅尼を毎日欠かさず108回唱えるなら、あらゆる罪（五逆の罪を含む）と害は取り除かれ、またふりかかることもないという。また臨終の際には十方の諸仏を見ることができ、死後は阿弥陀如来の浄土に生まれることができる。
また、観音菩薩の名号の功徳についても語られている。千万億那由多の諸仏の名号を唱えるよりも、観音菩薩の名号を唱えるほうがまさっているという。過去世で積んだ福徳が少ない者は、観音菩薩の名前とこの陀羅尼の存在を知る機会が無いという。もし心の底からこの陀羅尼と観音菩薩の名号を唱えるなら、自在に飛行する力、神通力を得て観音菩薩と変わりない者となるという。貧乏な生まれ、身分の低い生まれ、病弱な生まれ、知力が足りず善悪がわからないという状況であっても、この陀羅尼を唱え、名号を唱え念じれば、このどれもが覆され、富、健康、雄弁さ、出世のチャンスに恵まれ、さらには無上の菩提すら得ることができる。もし女性がその女身を捨てたいと願ってこの陀羅尼を唱え護持するなら、来世は男となり、仏の前にて蓮華から生まれるか、そうでなくとも転輪聖王となることができる、と語られる。

## 出自と普及
中国仏教に本経に言及した経録（経典目録）が皆無であることから、日本で成立した経典とみなされている。
江戸時代に真言宗豊山派の僧・亮汰が分科と注釈を施して刊行することで普及した。
十一面観音に関連した経典は他に四つ存在するが、この経はそれらと比べて小部である。亮汰はその簡略さがかえって普及に適していると考えた。亮汰は本経が偽経であるとはせず、不空訳『十一面観自在菩薩心密言念誦儀軌経』の異訳と推測している。また、法蔵著『華厳経探玄記』に言及される『十一面経』が『十一面観世音菩薩随願即得陀羅尼経』であるとした。その論拠は『十一面観自在菩薩心密言念誦儀軌経』と『十一面観世音菩薩随願即得陀羅尼経』が説法を行った場所として共に補陀落山を設定しているという点である。
歓喜天を抑え回心させた尊格として十一面観音がまつられる関係から、歓喜天に対し本経が読謡される。その一例として待乳山本龍院が発行する経本『大聖歓喜天禮拜作法 全』に収録されている。 

## 注
1. ↑  のちに『続豊山全書』第5巻に収録されている。
2. ↑  補陀落山を説法場所として設定する例は、『千手千眼観世音菩薩広大円満無礙大悲心陀羅尼経』など観音菩薩の他の変化身を説いた仏典にも見られる。